# Giovanni I di Empúries
Giovanni I di Empúries (1338 – Castellví de Rosanes, 1398) fu un principe aragonese, conte di Empúries, dal 1364 al 1386 e dal 1387 alla sua morte.

## Origine
Giovanni, secondo gli Anales de la Corona de Aragon (Zaragoza), Tome II, era l'unico figlio maschio del primo Conte di Prades e poi conte di Empúries, Raimondo Berengario d'Aragona e della sua seconda moglie, Maria Alvarez di Ejerica (1310-prima del 1364), figlia di Giacomo di Aragona, barone di Jérica e di Beatrice di Lauria Signora di Cocentaina, vedova di Guglielmo d'Aragona.

Raimondo Berengario d'Aragona era il nono figlio del re d'Aragona e di Valencia, Conte di Barcellona e delle altre contee catalane Giacomo II il Giusto e della terza consorte, Bianca di Napoli, figlia del re di Napoli, Carlo lo Zoppo e di Maria D'Ungheria, figlia - forse primogenita - di Stefano V d'Ungheria e di sua moglie, la regina Elisabetta dei Cumani. Secondo la Cronaca piniatense Raimondo Berengario era il quinto figlio maschio di Giacomo II il Giusto e Bianca di Napoli.

## Biografia
Nel 1341, suo padre, Raimondo Berengario cambiò la contea di Empúries con quella di Prades, col fratello Pietro d'Aragona e Angiò, come ci viene confermato dalla Crónica de San Juan de la Peña.
Nel 1364, secondo gli Anales de la Corona de Aragon (Zaragoza), Tome II, Giovanni assieme al padre, Raimondo Berengario, allo zio, Pietro d'Aragona e ad altri nobili aragonesi rese omaggio al re di Navarra Carlo II, detto il Malvagio.
Nel 1364, dopo essere rimasto vedovo per la seconda volta, suo padre, Raimondo Berengario rinunciò alla Contea di Empúries, in favore di Giovanni, che lo fece imprigionare nel castello di Monells, per obbligarlo a farsi monaco domenicano nel Convento di Santa Caterina di Barcellona, dove morì non molto tempo dopo.
Giovanni prese parte alla guerra contro le truppe castigliane di Pietro I il Crudele
Giovanni fu tra coloro che, come l'erede al trono di Aragona, Giovanni il Cacciatore, erano contrari al quarto matrimonio del re, Pietro IV, con Sibilla di Fortià, che portò a corte molti suoi familiari; Giovanni si ribellò al re Pietro IV, che lo sconfisse, e, nel 1386, gli confiscò la contea, annettendola ai possedimenti reali.
Dopo la morte di Pietro IV, nel 1387, il nuove re, Giovanni Il Cacciatore, gli riconsegnò la Contea di Empúries.
Dopo la morte di Giovanni Il Cacciatore, il 19 maggio 1396, gli succedette il suo fratello minore don Martin, salito al trono come Martino I l'Umanista, che dovette combattere contro Matteo di Foix-Béarn, conte di Foix e visconte di Béarn e di Castelbon, che si era proposto come pretendente in quanto marito di Giovanna d'Aragona, la figlia maggiore di Giovanni Il Cacciatore.

Durante questo conflitto, siccome Giovanni continuava ad avere rapporti con i pretendenti al trono, Giovanna e Matteo, fu imprigionato a Castellví de Rosanes, dove, nel 1398, morì.

Gli succedette il figlio primogenito, Giovanni, che già reggeva la contea, come Giovanni II Conte di Empúries.

## Matrimoni e discendenza
Nel 1364, Giovanni, secondo gli Anales de la Corona de Aragon (Zaragoza), Tome II, aveva sposato Bianca d'Aragona (1342 – 1369), sorella di Federico IV di Sicilia, re di Sicilia (formalmente, re di Trinacria), Duca di Atene e Duca di Neopatria e di Elisabetta di Carinzia.

Giovanni da Bianca d'Aragona ebbe una sola figlia:
- Leonora († dopo il 1374), in quanto in quella data fu citata, come figlia di Giovanni e Bianca nel testamento della regina, Eleonora di Sicilia, come dal capitolo XVII del libro X degli Anales de la Corona de Aragon (Zaragoza), Tome II[13].

Dopo essere rimasto vedovo, nel 1373, sempre secondo gli Anales de la Corona de Aragon (Zaragoza), Tome II, Giovanni si risposò con Giovanna di Aragona (1344-1385), figlia secondogenita del re di Aragona,  di Valencia,  di Maiorca, di Sardegna e di Corsica e Conte di Barcellona e delle altre contee catalane Pietro IV il Cerimonioso, e della prima moglie, Maria di Navarra.

Giovanni da Giovanna di Aragona ebbe due figli maschi:
- Giovanni (1375- 1401), Conte di Empúries,
- Pietro (1377 circa- 1402), Conte di Empúries.

## Ascendenza
|                               |                     |                        | Genitori              |  |  | Nonni |  |  | Bisnonni             |  |  | Trisnonni           |  |
|                               |                     |                        |                       |  |  |       |  |  | Pietro III d'Aragona |  |  | Giacomo I d'Aragona |  |
|                               |                     |                        |                       |  |  |       |  |  | Pietro III d'Aragona |  |  | Giacomo I d'Aragona |  |
|                               |                     | Iolanda d'Ungheria     |                       |  |  |       |  |  | Pietro III d'Aragona |  |  |                     |  |
| Giacomo II d'Aragona          |                     |                        |                       |  |  |       |  |  | Pietro III d'Aragona |  |  |                     |  |
|                               |                     | Costanza II di Sicilia | Manfredi di Sicilia   |  |  |       |  |  |                      |  |  |                     |  |
|                               |                     | Costanza II di Sicilia | Manfredi di Sicilia   |  |  |       |  |  |                      |  |  |                     |  |
|                               |                     | Costanza II di Sicilia | Beatrice di Savoia    |  |  |       |  |  |                      |  |  |                     |  |
| Raimondo Berengario d'Aragona |                     | Costanza II di Sicilia |                       |  |  |       |  |  |                      |  |  |                     |  |
|                               |                     | Carlo II di Napoli     | Carlo I d'Angiò       |  |  |       |  |  |                      |  |  |                     |  |
|                               |                     | Carlo II di Napoli     | Carlo I d'Angiò       |  |  |       |  |  |                      |  |  |                     |  |
|                               |                     | Carlo II di Napoli     | Beatrice di Provenza  |  |  |       |  |  |                      |  |  |                     |  |
| Bianca di Napoli              |                     | Carlo II di Napoli     |                       |  |  |       |  |  |                      |  |  |                     |  |
|                               |                     | Maria d'Ungheria       | Stefano V d'Ungheria  |  |  |       |  |  |                      |  |  |                     |  |
|                               |                     | Maria d'Ungheria       | Stefano V d'Ungheria  |  |  |       |  |  |                      |  |  |                     |  |
|                               |                     | Maria d'Ungheria       | Elisabetta dei Cumani |  |  |       |  |  |                      |  |  |                     |  |
| Giovanni I di Empúries        |                     | Maria d'Ungheria       |                       |  |  |       |  |  |                      |  |  |                     |  |
|                               | Giacomo I di Xèrica | …                      |                       |  |  |       |  |  |                      |  |  |                     |  |
|                               | Giacomo I di Xèrica | …                      |                       |  |  |       |  |  |                      |  |  |                     |  |
|                               | Giacomo I di Xèrica | …                      |                       |  |  |       |  |  |                      |  |  |                     |  |
| Giacomo II di Xèrica          | Giacomo I di Xèrica |                        |                       |  |  |       |  |  |                      |  |  |                     |  |
|                               |                     | Elfa Álvarez di Azagra | …                     |  |  |       |  |  |                      |  |  |                     |  |
|                               |                     | Elfa Álvarez di Azagra | …                     |  |  |       |  |  |                      |  |  |                     |  |
|                               |                     | Elfa Álvarez di Azagra | …                     |  |  |       |  |  |                      |  |  |                     |  |
| Maria di Xèrica               |                     | Elfa Álvarez di Azagra |                       |  |  |       |  |  |                      |  |  |                     |  |
|                               |                     | Ruggiero di Lauria     | Riccardo di Lauria    |  |  |       |  |  |                      |  |  |                     |  |
|                               |                     | Ruggiero di Lauria     | Riccardo di Lauria    |  |  |       |  |  |                      |  |  |                     |  |
|                               |                     | Ruggiero di Lauria     | Bella Amico           |  |  |       |  |  |                      |  |  |                     |  |
| Beatrice di Lauria            |                     | Ruggiero di Lauria     |                       |  |  |       |  |  |                      |  |  |                     |  |
|                               |                     | Margherita Lancia      | Federico Lancia       |  |  |       |  |  |                      |  |  |                     |  |
|                               |                     | Margherita Lancia      | Federico Lancia       |  |  |       |  |  |                      |  |  |                     |  |
|                               |                     | Margherita Lancia      | …                     |  |  |       |  |  |                      |  |  |                     |  |
|                               |                     | Margherita Lancia      |                       |  |  |       |  |  |                      |  |  |                     |  |

### Fonti primarie
- (ES)  #ES Anales de la Corona de Aragon (Zaragoza), Tome II.
- (LA)  Crónica de San Juan de la Peña.

### Letteratura storiografica
- (ES)  Real Academia de la Historia, Pedro de Aragón.